# Cephalophus zebra
El duiker cebra, duiker cebrado o duiker de Doria (Cephalophus zebra) es una especie de pequeño antílope que se encuentra en áreas limitadas de Costa de Marfil, Guinea, Liberia y Sierra Leona.

## Descripción
Su rostro castaño pálido, rojizo o dorado es donde destacan doce bandas verticales negras alternadas con bandas claras, las patas castaño oscuras o rojizas tienen una banda negra en el medio. En los recién nacidos aparecen más oscuras porque nacen con sus franjas más cerca. Miden 70 a 90 cm de largo, 40 a 45 cm de altura y pesan entre 15 y 20 kg. Tienen un par de cuernos de 4 a 4,5 cm de longitud en los machos y sólo 2,25 cm en las hembras. Sus cuernos son cortos y redondos con puntas afiladas puntas. La hembras son más grandes que los machos, posiblemente debido a los largos períodos de gestación.

## Dieta
Son rumiantes que se alimentan principalmente de frutas, follaje y semillas. Aunque es raro y no hay evidencias se dice que pueden comer roedores y aves en ciertas ocasión. Sus huesos nasales reforzados les permiten abrir ciertas frutas.

## Hábitat
Es endémico de la selva guineana occidental de tierras bajas, en zonas montanas. Tiene hábitos nocturnos y se alimenta de hojas y frutos. Es considerada una especie vulnerable por la UICN, debido a la destrucción de su hábitat.

## Reproducción
El periodo de gestación puede durar entre 221 a 229 días.
Una cría puede pesar al nacer entre 1270 y 1550 gramos. Las hembras alcanzan la madurez sexual entre los 9-12 meses, y los machos entre 12-18 meses.

## Conservación
Según la IUCN su estado de conservación es vulnerable debido a la deforestación y a la caza demesurada. Estos animales son cazados por leopardos, gatos africanos dorados, pitones y águilas coronadas.
Su población salvaje se estima en 28.000 individuos, y es por ello que se están introduciendo en espacios protegidos, en particular:
- Parque nacional del bosque lluvioso de Gola en Sierra Leona
- Parque nacional Sapo en Liberia
- Parque nacional de Taï en Costa de Marfil.